# Geoffroy Krantz
Geoffroy Krantz (* 3. Dezember 1981 in Gien, Frankreich) ist ein ehemaliger französischer Handballspieler.
Der 1,88 Meter große Rückraumspieler spielte seit seiner Jugend bei HBC Gien Loiret in seiner Heimatgemeinde, wo er 1998 auch seinen ersten Profivertrag erhielt. 2000 wechselte er zum französischen Serienmeister Montpellier HB in die 1. französischen Handballliga. Mit den Südfranzosen gewann er in den Spielzeiten 2001/02, 2002/03, 2003/04, 2004/05 und 2005/06 die französische Meisterschaft, 2000/01, 2001/02, 2002/03, 2004/05 und 2005/06 den französischen Pokal, 2003/04, 2004/05, 2005/06 und 2006/07 den Ligapokal und 2002/03 die EHF Champions League. Im Sommer 2007 wechselte er zum VfL Gummersbach in die 1. Handball-Bundesliga. Mit dem VfL gewann er 2009 den EHF-Pokal, sowie 2010 und 2011 den Europapokal der Pokalsieger. Zur Saison 2011/12 wechselte er zum französischen Erstligisten Saint-Raphaël Var Handball. Nachdem Krantz im Januar 2014 bei einer Dopingkontrolle positiv auf Nandrolon getestet wurde, wurde er vom französischen Handballverband zunächst für ein Jahr gesperrt, allerdings konnte er durch einen Einspruch die Verkürzung der Sperre auf sechs Monate erreichen. Nach der Saison 2017/18 beendete er seine Karriere.
Geoffroy Krantz hat 29 Länderspiele für die französische Männer-Handballnationalmannschaft bestritten. Bei der Handball-Europameisterschaft 2006 wurde er Europameister. Bei der Weltmeisterschaft 2007 stand er nur im erweiterten Aufgebot der Franzosen und nahm nicht an der Endrunde teil.